# Don Eliason
Donald Carlton Eliason, detto Don (Owatonna, 24 luglio 1918 – St. Paul, 18 agosto 2003), è stato un cestista e giocatore di football americano statunitense, professionista nella BAA e nella NFL.

## Carriera
Dopo la carriera universitaria alla Hamline University, giocò nella NFL con i Brooklyn Dodgers. Dopo quattro stagioni di stop a causa della II guerra mondiale, tornò nella NFL con i Boston Yanks. Giocò anche una partita nella BAA con i Boston Celtics.